# Margaux Fabre
Pour les articles homonymes, voir Fabre.
Margaux Fabre, née le 2 octobre 1992 à Perpignan (Pyrénées-Orientales), est une nageuse française.

## Biographie
Aux Championnats d'Europe juniors de natation 2007, elle remporte l'or sur 200 mètres nage libre, l'argent sur 400 mètres nage libre, sur 800 mètres nage libre et sur 4×200 mètres nage libre. Aux Championnats d'Europe juniors de natation 2008, elle remporte l'or sur 4×100 mètres nage libre, l'argent sur 4×200 mètres nage libre et sur 1500 mètres nage libre et le bronze sur 400 mètres nage libre. Elle est médaillée d'argent sur 400 mètres nage libre aux Championnats du monde juniors de natation 2008 et médaillée d'argent sur 4×200 mètres nage libre aux Jeux méditerranéens de 2009.
Elle est championne de France sur 4×100 mètres nage libre en 2007. Aux Championnats de France de natation 2008, elle remporte le titre avec le relais du Canet 66 Natation sur 4×200 m nage libre et 4×100 m quatre nages.
Lors des Jeux olympiques de 2020 à Tokyo, elle participe à la finale du 4 × 200 m nage libre avec l'équipe de France qui termine 8e.
Elle pratique aussi le sauvetage sportif, remportant deux médailles d'or aux Jeux mondiaux de 2013 en relais obstacles et en relais bouée tube et une médaille de bronze en 200 m obstacles aux Jeux mondiaux de 2017. En 2019, lors des championnats d'Europe à Riccione (Italie), elle remporte en individuel les épreuves du surf race et du 4x25 m mannequin.

## Palmarès

### Championnats d'Europe de natation
En grand bassin
- Championnats d'Europe 2016 à Londres ( Royaume-Uni) :
  -  Médaille de bronze au titre du relais 4 x 100 mètres nage libre mixte (ne participe qu'aux séries).
- Championnats d'Europe 2018 à Glasgow ( Écosse) :
  -  Médaille d'or au titre du relais 4 x 100 m nage libre dames
  -  Médaille d'or au titre du relais 4 x 100 m nage libre mixte  (ne participe qu'aux séries).

### Sauvetage sportif
- Jeux mondiaux de 2013 à Cali (Colombie)
  -  Médaille d'or en relais 4 x 50 m obstacles
  -  Médaille d'or en relais 4 x 50 m combiné
  -  Médaille de bronze en 200m obstacles
- Jeux mondiaux de 2017 à Wrocław (Pologne)
  -  Médaille d'or en relais 4 x 50 m obstacles